# کالتانیستا
شهر  کالتانیستا (به ایتالیایی: Caltanissetta) با جمعیت ۶۰٬۱۳۹ نفر  در ناحیه سیسیل در کشور ایتالیا واقع شده‌است.